# Nissan Frontier
El Nissan Frontier, conegut també com a Nissan Navara en països com Austràlia, és un vehicle de tipus mid size -a partir del 2005- pick up construït per Nissan; aquest fabricant fou el pioner en el segment de camionetes lleugeres (1959; l'any següent, Toyota s'afegeix en aquest mercat). D'ençà, el fabricant nipó és conegut per ser un dels primers en el segment lleuger, incloent la primera extended cab (amb el King Kab del 1976) i crew cab al mercat de nord-americà.
Els Frontier són fabricats a la planta de Smyrna (Tennessee). Rivals d'aquest són la Toyota Tacoma, Chevrolet Silverado, GMC Canyon, Dodge Dakota, Chevrolet Colorado, GMC Canyon i Ford Ranger.

## Primera generació

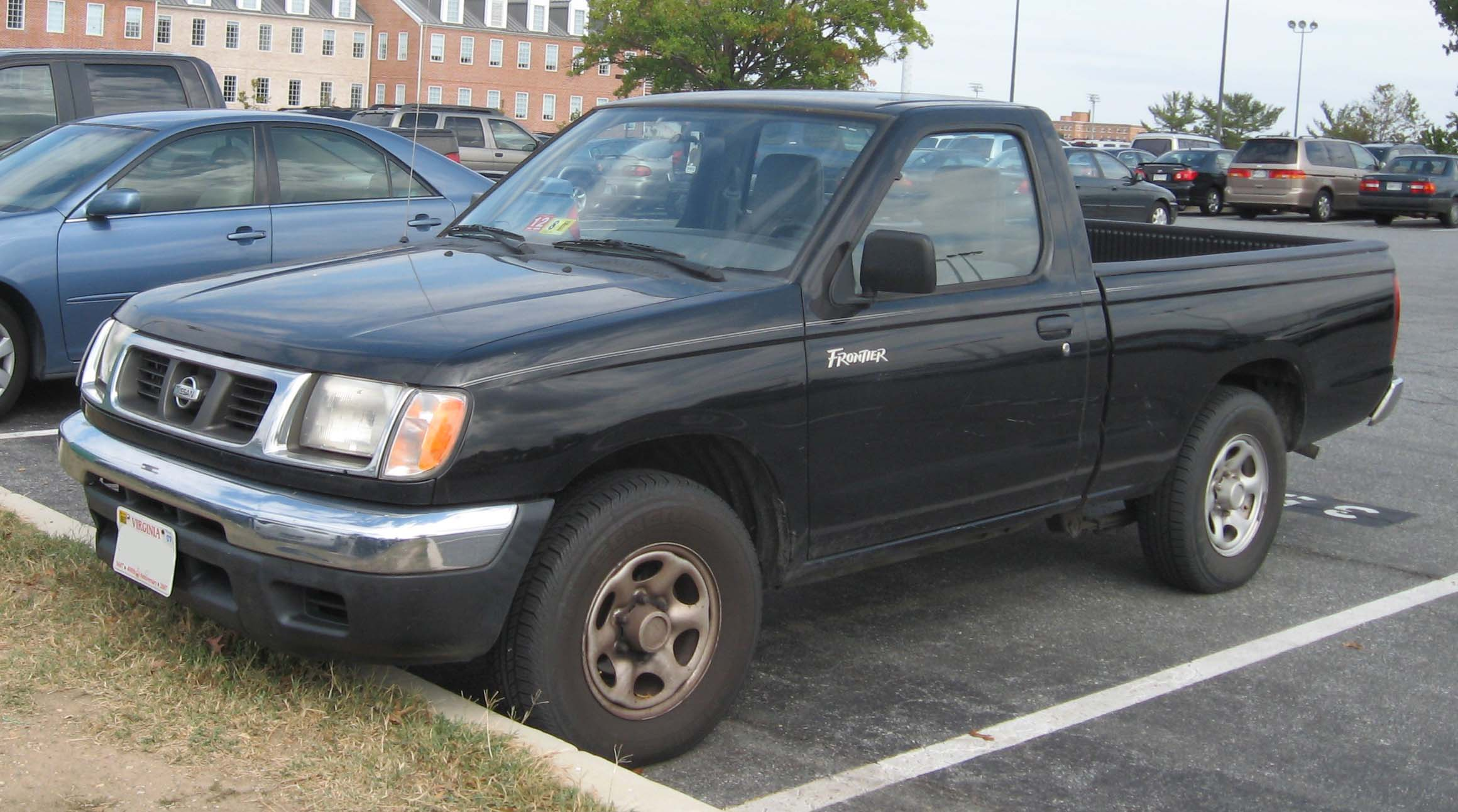
Nissan Frontier del 1998-2000

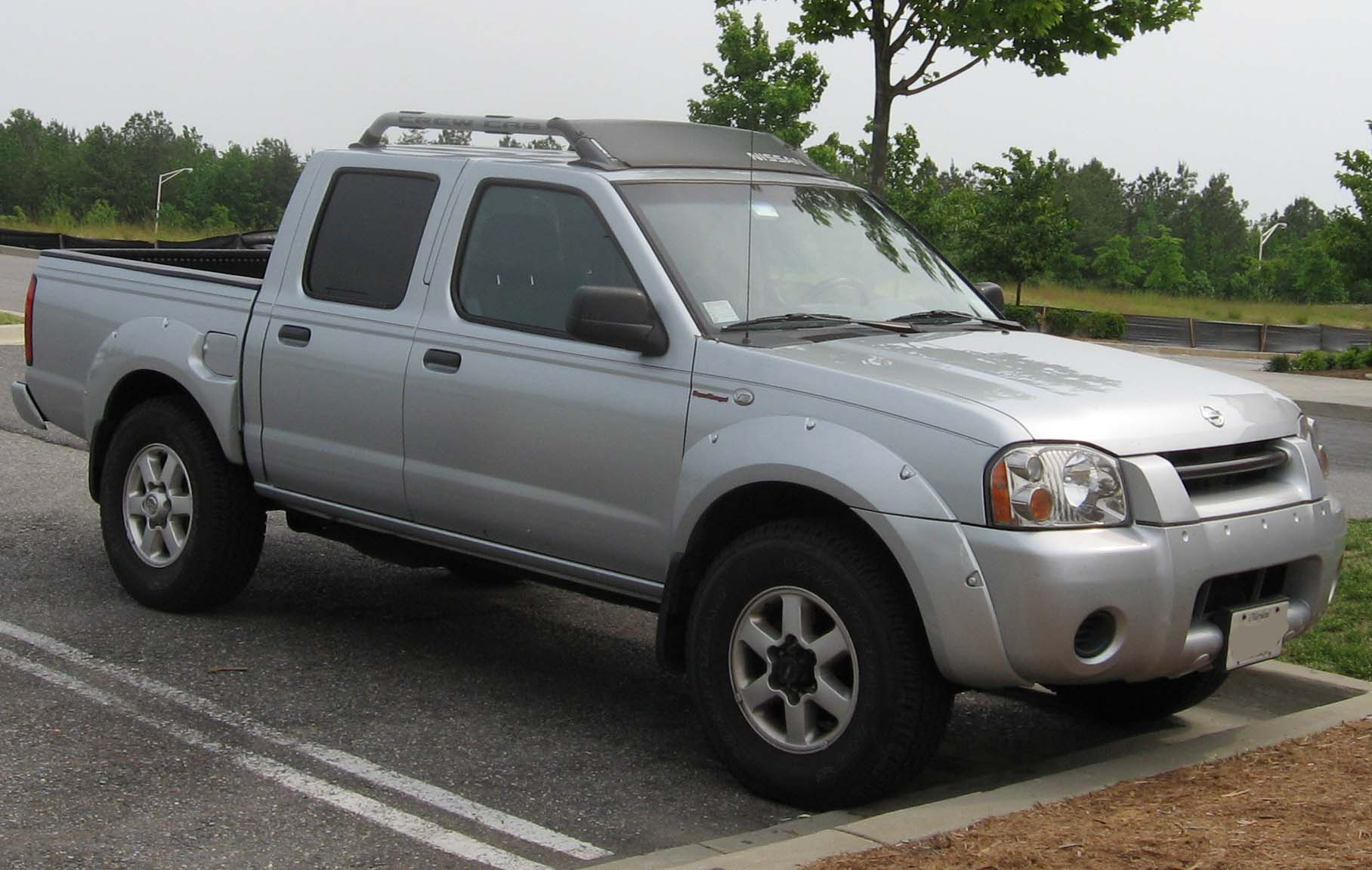
Nissan Frontier del 2001-2004

Presentat el 1997 com a model del 1998 substituint a l'anterior Nissan Hardboby Truck. Nissan oferí el Frontier amb motors de 4 cilindres i un desplaçament de 2.4L KA24DE i un 6 cilndres en V VG33E amb un desplaçament de 3.3L.
En transmissions, s'ha ofert en estàndard de 4 i 5 velocitats i automàtica de 4. A part de Smyrna, Tennessee, s'ha fabricat a Curitiba, (Brasil) i Santa Rosa, Laguna, Filipines.
Dimensions de la Frontier:
| Tipus de carrosseria | Batalla (Wheelbase) | Llargada (Length)                                | Amplada (Width)                                | Alçada (Height) 2WD                            | Alçada (Height) 4WD                         |
| -------------------- | ------------------- | ------------------------------------------------ | ---------------------------------------------- | ---------------------------------------------- | ------------------------------------------- |
| King Cab             | 116.1 in (2,949 m)  | 196.1 in (4,981 m); 202.9 in (5,154 m) 2003-2004 | 71.9 in (1,826 m); 67.7 in (1,720 m) 2003-2004 | 62.6 in (1,590 m); 63.2 in (1,605 m) 2003-2004 | 65.9 in (1,674 m); 66.7 (1,694 m) 2003-2004 |
| Regular Cab          | 104.3 in (2,649 m)  | 184.3 in (4,681 m)                               | 66.5 in (1,689 m); 71.2 in (1,808 m)           | 62.5 in (1,588 m)                              | 66.1 in (1,679 m)                           |
| Crew Cab             | 131.1 in (3,330 m)  | 193.1 in (4,905 m); 199.9 in (5,077) 2003-2004   | 71.9 in (1,826 m)                              | 65.9 in (1,674 m)                              | 67.1 in (1,704 m) 2003-2004                 |

- La carrosseria Desert Runner (2001-2002) comparteix l'alçada de la Crew Cab 2WD.
- La carrosseria Regular XE (1998-2002) té una alçada de 66.1 in (1,679 m) i de 66.7 in (1,694 m) els anys 2003-2004.
- Les carrosseries SVE i SC Long Bed Crew Cab 4WD tenen una alçada de 71.8 in (1,824 m).
- La Crew Cab Long Bed té una longitud de 217.8 in (5,532 m).
- La carrosseria SC 2WD té una alçada de 69.9 in (1,775 m).

A partir del 2000, es presenta la carrosseria Crew Cab; fou el primer pick up compacte en oferir una carrosseria amb 4 portes a Nord-amèrica; fins aquell moment només camionetes de mida full size, encara que a Europa i Àsia ja existien des de fa temps.
El següent any es presenta un redisseny del Frontier, donant-li un disseny que buscava atreure al públic jove, encara que el 2004 rebrà un canvi força radical.

### Frontier Bravado
A les Filipines la primera generació del Frontier segueix fabricant-se a Santa Rosa, Laguna, Luzon; es comercialitza sota el nom de Frontier Bravado i equipa un motor de 4 cilindres dièsel de 2.7 L i 84 cv amb 176 N·m de potència i una transmissió estàndard de 5 velocitats. Només s'ofereix en versió 2WD i es tracta d'un vehicle econòmic i destinat al treball.

## Segona generació

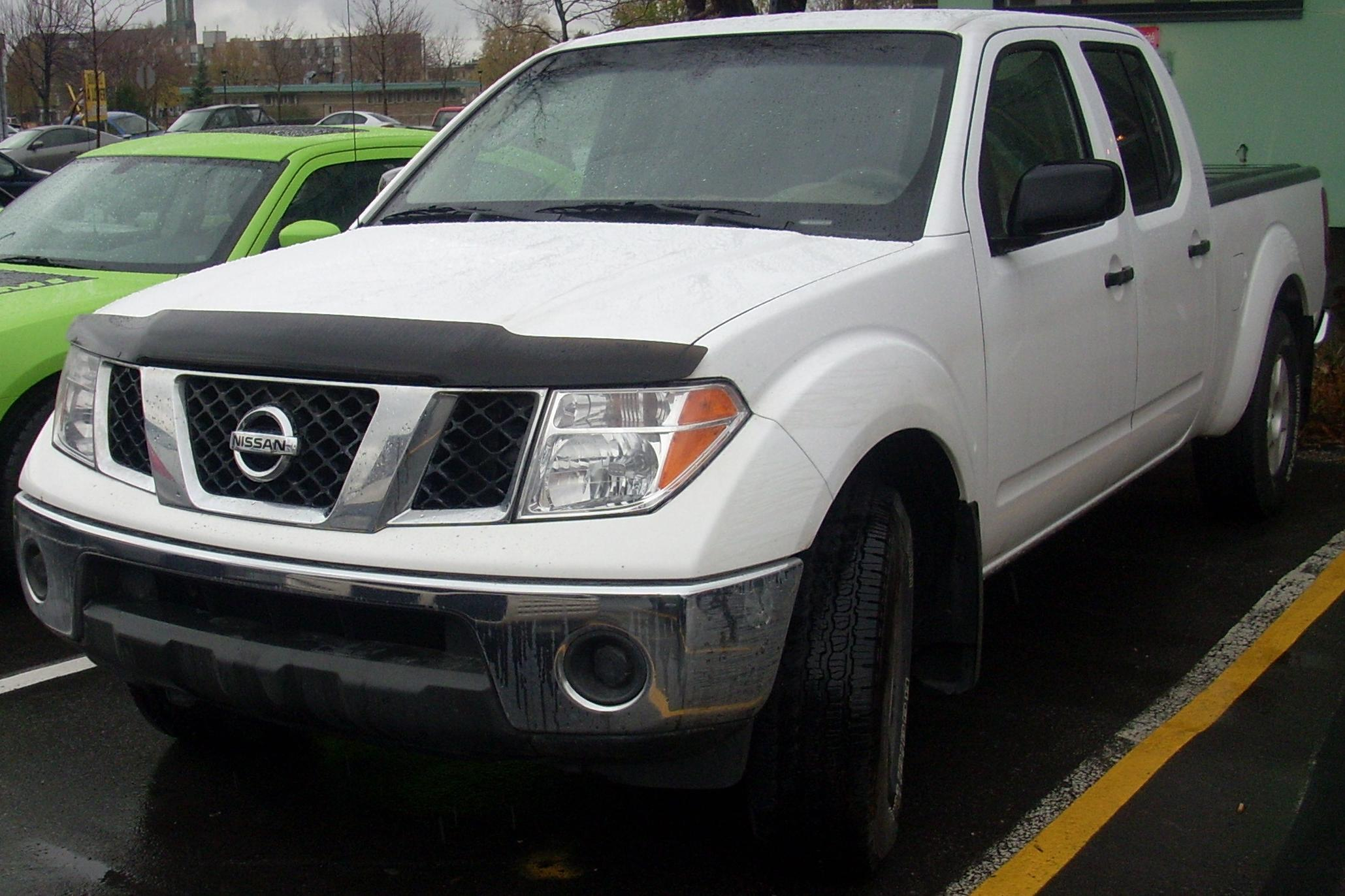
Nissan Frontier del 2005

Aquesta nova versió, presentada el 2004 en el North American Auto Show, ofereix un canvi radical en el disseny del vehicle; també en la seva capacitat, perquè passa a ser un mid size i el seu xassís és el nou F-Alpha que li dona un aspecte molt semblant al Nissan Titan.
Mecànicament ofereix nous motors de majors prestacions: un 4 cilindres 2.5L QR25DE de 154 cv i 232 N·m i un 4.0L V6 VQ40DE de 265 cv i 385 N·m.
En les transmissions, s'ofereix un manual de 5 i 6 velocitats i una automàtica de 5. Curitriba, Brazil i Smyrna, Tennessee són els llocs a on es produeix aquesta nova versió.
Dimensions de la Frontier:
| Tipus de carrosseria | Batalla (Wheelbase) | Llargada (Length)  | Amplada (Width)   | Alçada (Height)                            |
| -------------------- | ------------------- | ------------------ | ----------------- | ------------------------------------------ |
| King Cab             | 125.9 in (3,198 m)  | 205.5 in (5,220 m) | 72.8 in (1,849 m) | 68.7 in (1,745 m) XE; 69.7 in (1,770 m) SE |
| Crew Cab             | 125.9 in (3,198 m)  | 205.5 in (5,220 m) | 72.8 in (1,849 m) | 70.1 in (1,781 m); 733.9 in (1,877 m) LE   |

## Seguretat e informació mediambiental
En seguretat, la NHTSA ha atorgat les següents puntuacions:
- 4 estrelles en el test de xoc frontal (tant passatger com copilot) i de 5 estrelles en el test de xoc lateral (fila davantera i fila posterior) per al Nissan Frontier 2008 Crew cab.[1]
- 4 estrelles pel conductor i 5 pel copilot en el test de xoc frontal i de 5 estrelles en el test de xoc lateral per al Nissan Frontier 2008 Extended cab.

Per part de la IIHS:
- Atorga la qualificació de "good" en el test de xoc frontal pel model Nissan Frontier King Cab del 2005.[2]
- Atorga la qualificació de "marginal" en el test de xoc frontal pel model Nissan Frontier Regular Cab del 1998.[3]

El Nissan Frontier del 2008 amb motor 4.0L V6 i transmissió manual de 6 velocitats obté uns consums de 20 mpg (11,8 l/100 km) en carretera i 16 mpg (14,7 l/100 km) en ciutat, amb una mitja de 17 mpg (13,8 l/100 km) i unes emissions de 10,8 tones de CO2 anuals. La seva puntuació sobre contaminació (EPA Air Pollution Score, on el 0 és el pitjor i 10 és el millor) és d'un 6.